# Aitor Elizegi
Aitor Elizegi Alberdi (Bilbao, 27 giugno 1966) è un imprenditore e ristoratore spagnolo di origine basca, ex presidente dell'Athletic Bilbao.

## Biografia
Nato nel 1966 a Santutxu, Elizegi è cresciuto sostenendo l'Athletic Bilbao, diventando socio del club all'età di 25 anni. Elizegi è entrato nel settore della ristorazione nel 1987, vincendo il Premio Gastronomia Basca nel 2000 per il miglior ristoratore nel suo ristorante Gaminiz. A partire dal 2019, Elizegi è a capo di alcuni ristoranti specializzati in cucina basca a Bilbao, tra cui Txocook, Bascook e Basquery.
Il 27 dicembre 2018, Elizegi ha vinto le elezioni presidenziali dell'Athletic Bilbao. Succede a Josu Urrutia, sconfiggendo Alberto Uribe-Echevarria, tesoriere di Urrutia, con un margine di 85 voti.
Uno dei suoi primi atti presidenziali è la sostituzione del direttore sportivo José María Amorrortu con Rafael Alkorta e Andoni Aiarza (entrambi ex giocatori del club), come promesso in campagna elettorale.
In politica, Elizegi è un membro del Partito Nazionalista Basco. Nazionalista e indipendentista basco, vorrebbe l'ammissione della squadra di calcio nazionale basca in UEFA.